# Lukov (district de Třebíč)
Pour les articles homonymes, voir Lukov.
Lukov (en allemand : Lukau) est une commune du district de Třebíč, dans la région de Vysočina, en République tchèque. Sa population s'élevait à 396 habitants en 2020.

## Géographie
Lukov se trouve à 2,6 km au nord-nord-est du centre de Moravské Budějovice, à 16 km au sud-sud-est de Třebíč, à 40 km au sud-sud-est de Jihlava et à 151 km au sud-est de Prague.
La commune est limitée par Vícenice au nord, par Bohušice au nord-est, par Blatnice au sud-est, par Moravské Budějovice au sud, et par Litohoř et Jakubov u Moravských Budějovic à l'ouest.

## Histoire
La première mention écrite de la localité date de 1239.

## Transports
Par la route, Lukov se trouve à 2,8 km de Moravské Budějovice, à 23 km de Třebíč, à 47 km de Jihlava et à 178 km de Prague.